# Територијални идентитет Републике Српске
Територијални идентитет Републике Српске може се сматрати једним од кључних фактора за њен успешан просторни развој, и основ за јачање привлачности  њене територије, како за инвеститоре или туристе, тако и за грађане који ту живе и који се преко идентитета вежу за територију и ангажују око њеног развоја или уређења. Према томе на територијалном идентитет Републике Српске гради се концепција регионалног развоја Републике Српске, као и њених јединица локалне самоуправе, уважавајући у свему улогу, значај и положај града и општине, као генератора иницијатива за даљи развој.

## Дефиниција
Територијални идентитет Републике Српске се може дефинисати преко следећа четири основна елемента:
1. правни идентитет,
2. природни идентитет,
3. културни идентитет,
4. економски идентитет.

### Правни идентитет
Правни идентитет Републике Српске, као саставног дела Босне и Херцеговине, дефинисан је:
Екстерно
Екстерно правни идентитет Републике Српске (као међународно признате заједницу), дефинише се као један од два ентитета у оквиру Босне и Херцеговине, у складу са Дејтонским мировним споразумом.
Интерно
Интерно правни статус Републике Српске регулисан је Уставом Босне и Херцеговине, Уставом Републике Српске и одговарајућим законима.
Ове две дефиниције статуса Републике Српске омогућују да она самостално планира и организује свој просторни развој и усклађујући га пo закону са Федерацијом Босне и Херцеговине.
Територијална подела
Tериторија Републике Српске подељена је на 63 јединице локалне самоуправе, од којих  57 има статус општине, а шест има статус града:
1. Приједор,

1. Бања Лука,

1. Добој,

1. Бијељина,

1. Источно Сарајево,

1. Требиње.

Највећу територију има град Бања Лука (1.225 km² ) и општина Фоча (1.114,6 km² ),
Најмању територију има општина Језеро (29,21 km² ).
Највећи број становника има град Бања Лука (199.191, попис 2013) односно општина Зворник (63.686, попис 2013),
Најмању територију има општина Источни Дрвар (109 – попис 2013).
Највећи број насељених места има општина Вишеград (163 насељена места).
Најмањи број насељених места има Источни Дрвар и општина Источни Мостар (по три насељена места).
Диспропорција величине територије и броја становника
Имајући у виду прописане надлежности општине, јасно је да огромна диспропорција величине територије и броја становника, између највеће и најмање општине (града), ствара несклдад и неуједначоност у могућности остварења прописаних надлежности и, последично, може утицати негативно на квалитета живљења у њима.
Ако се има у виду огроман распон величине територије, броја становника и броја насељених места у појединим општинама, могуће је разматрање два нивоа општина: 
- мале, сеоске,
- веће, урбане,

са различитим надлежностима и изворним приходима и различитим односом према граду али уз разматрање могућности функционалног умрежавања општина у кластере за решавање конкретних економских и социјалних питања.

### Природни идентитет
Природни идентитет као темељ развоја Републике Српске има своје регоналне специфичности, преко којих дефинише свој регионални и локални идентитет, а преко њих и целокупни идентитет Републике Српске. Ове специфичности, углавном су засноване на аутохтоној, очуваној природи у оним деловима Републике Српске у којима доминирају планине и шуме.
Природни идентитет Републике Српске формира се и преко култивисане природе, или природе која је трансформисана и артикулисана људском делатношћу, међу којом посебан допринос чини неколико заштићених природних цлина, као што су  
- Кањон Таренационални паркови Козара и Сутјеска, значајни и по очуваној природи и по историјским дешавањима из Другог светског рата,
- други предложени национални паркови: планине Трескавица са кањоном Бистрице, Ластва и Орјен, Маглић и Зеленгора,
- кањон Таре, Дрине,
- планине Озрен и Виторог.
- неколико паркова природе и заштићених природних предела.

Проблеми и њихово решавање
Проблем природног идентитета у Републици Српској, нарочито је изражен у делу аутохтоне природе, због недостатка пажње и организоване акције на неговању и уређењу предела и онога што чини основни критеријум заштите.
Кроз препознавање и дефинисање специфичних природних и предионих целина Републике Српске, њихово планско и економско груписање у виду културних предела, као и кроз дефинисање планских мера њихове заштите, уређења и развоја, а у сарадњи са Републичким заводом за заштиту културно-историјског и природног наслеђа Република Српска настоји да реши највећи број проблема природног идентитета.

### Културни идентитет
Културни идентитет Републике Српске карактерише култура Срба, њихове историје, традиције и обичаја, хране и уметности, као и савремених културних стремљења и особина. Док је сједне стране културни идентитет по многим елементима битно утицао на идентитет појединих локалних територијалних целина, он се истовремено прожимао и са културним идентитета Бошњака и Хрвата, чиме поједине јединице локалне самоуправе добијају особине мултикултурних средина препознатљивих по архитектури, културним и верским манифестацијама, храни и сл.
На наведеним елементима се највише ослања туризам Републике Српске, иако се осећа недовољна повезаност и организованост у просторном смислу.
Веома значајан подсистем културног идентитета представљају културна добра која се налазе у различитим фазама заштите: 
- Бројни верски објекти,[5] утврђења и утврђени градови из средњег века, архитектонски објекти јавног и приватног значаја, могу да се уоче широм Републике Српске, иако многи од њих нису физички уређени, са запуштеном су околином и програмски су неосмишљени. Уређењем објеката и културног предјела око њих, повезивањем у веће просторне целине и културне и друге туристичке стазе, рафинирањем програма уређења и њиховим третманом као развојног ресурса, Република Српска, поједине регије или јединице локалне самоуправе, знатно ће унапредити идентитет, и тако посљедично повећати њихову привлачност и, самим тим, њихову економску конкурентност (инвестиције, туризам).[1]
- Насељена места, према концепцији, културни идентитет насељених места Републике Српске треба да представља синергију културног система, начина рада и живота, уметности, традицији хране, начина грађења и односа према природи. Овај идентитет чине како урбана тако и сеоска насељена места, са нарочитим нагласком на идентитету шест градова, њиховом специфичном урбанизму и архитектури, њиховом стилу (култури) живота, као и њиховом односу према природном окружењу.[1]

### Економски идентитет
Економски идентитет Републике Српске односи се на препознатљивост одређене територије (регијска или локална) која се заснива на производу који се на њој ствара ( неки бренд, али и тип препознатљиве производње или производа који се ту налазе - нпр: сир трапист као аутентични производ из Бања Луке, вино, мед и лековито биље из окружења Требиња, производња дрвопрерађивачке индустрије у Шипову итд.).
Економски идентитет у великој мери зависи од степена коришћења локалних ресурса. Република Српска и у том погледу генерално треба да буде препознатљива по:
- пољопривредном производу из Семберије,
- Подруми манастиру Тврдошсточарској производњи са планинских подручја,
- шумском производу из шумских подручја на северозападу и у средишњем делу Републике Српске,
- лековитом биљу, са крашких планина,
- виноградарству (са виновом лозом засађеном на 413 хектара, и укупном производњом од око 3.304 тона),[6]
- воћарству са крашких планина и поља у јужним крајевима

Економски идентитет, који захтева неколико битних услова, а још није довољно обезбеђен у Републици Српској за извоз производа, су:
(а) квалитет (високи стандард),
(б) квантитет (нпр.
(в) континуитет, (стабилност производње),
(г) дизајн и маркетинг
(д) ослонац на сопствене ресурсе.
Вина из требињске регије имају изузетан квалитет, али немају квантитет ни потребан маркетинг. Исто се односи и на производе од воћа у разним деловима Републике Српске.
Индустријски прехрамбени производи (са малим изузецима) имају квантитет, али немају квалитет, нити потребан стандард да би постали бренд у европском окружењу.
Хармонизација идентитета је оно што треба да обезбеди одрживи просторни развој Републике Српске.
Идентитет Републике Српске, као и идентитет њених регија и јединица локалне самоуправе, имаће карактер одрживости само уколико наведени идентитети (природни, културни и економски, у датом правном оквиру) буду хармонизовани и хоризонтално повезани.
Природа утиче на културу, а култура на специфичан начин утиче на природу. И природа и култура диктирају људске активности односно привреду на специфичан начин, а привреда својим физичким и економским интервенцијама даје снажан печат природи, утичући на одређени начин и на културни идентитет. Ова спрега утицаја између идентитета Републике Српске чиниће њен синтезни идентитет, који може да буде хармонизован, усаглашен или неусаглашен. Што буде више хармонизован то ће бити ближи критеријумима одрживог развоја.
Одрживи развој Републике Српске и њених регија постићи ће се под условом да привреда буде заснована на локалним ресурсима, не угрожавајући већ доприносећи уређеном предјелу, помажући ради веће конкурентности култури и културном наслеђу и њеном природном окружењу, као ресурсу за развој.
И обрнуто, да заштита и уређење природе, природног и културног насљеђа не угрози крутим ставовима одрживи развој привреде, већ да јој помогне, уз уважавање норми и стандарда заштите и одрживог развоја уопште.
Хармонизацијом елемената идентитета на нивоу појединих територијалних подцелина Републике Српске могуће је очекивати њихово јаче позиционирање у оквиру Републике Српске, Босне и Херцеговине и Европе, јачање њихове привлачности и, последично, увећање њихове конкурентности, или бржи и квалитетнији (одрживи) развој у конкуренцији са другим.